# Kanj
Kanj (persiska: كَندِج, كَندَج, كُندَج, كَنديجه, كنج) är en ort i Iran.   Den ligger i provinsen Markazi, i den centrala delen av landet, 160 km sydväst om huvudstaden Teheran. Kanj ligger 1 269 meter över havet och antalet invånare är 209.
Terrängen runt Kanj är huvudsakligen kuperad. Kanj ligger nere i en dal. Runt Kanj är det glesbefolkat, med 20 invånare per kvadratkilometer. Närmaste större samhälle är Tafresh, 19,9 km söder om Kanj. Trakten runt Kanj består i huvudsak av gräsmarker.